# Branta thessaliensis
Branta thessaliensis är en utdöd fågel i familjen änder inom ordningen andfåglar. Den beskrevs 2005 utifrån fossila lämningar från sen miocen funna i Grekland.